# 1876년 미국 하원의원 선거
1876년 미국 하원의원 선거는 1876년 미국에서 치러진 하원의원 선거로, 같은 해 치러진 대선에서 득표로는 민주당의 새뮤얼 J. 틸던이 이겼으나 선거인단 투표에서 공화당의 러더퍼드 B. 헤이스가 1표 차이로 승리했으나, 하원에서는 민주당이 승리하여 여소야대가 되었다

## 선거 결과
| 정당   | 의석수 |
| ------ | ------ |
| 민주당 | 150석  |
| 공화당 | 141석  |
| 무소속 | 2석    |
| 합계   | 293석  |